# Maršal Ruske federacije
Maršal Ruske federacije (rusko Маршал Российской Федерации) je najvišji vojaški čin Ruske federacije, ki pa je popolnoma častne narave. Je neposredni naslednik ćina maršal Sovjetske zveze.
Do sedaj je bil v čin maršala Ruske federacije povzdignjen le en general in sicer Igor Dmitrijevič Sergejev, ki je bil general armade Strateških raketnih silah Ruske federacije in bil minister za obrambo Ruske federacije. 
Oznaka čina je sestavljena iz državnega grba Ruske federacije in maršalske zvezde.

## Galerija
- Epoletna oznaka čina za slavnostno uniformo[2]
- Epoletna oznaka čina za službeno uniformo
- Epoletna oznaka čina za bojno uniformo[3]
- Zvezda maršala Ruske federacije